# Chimoj
Chimoj (čečensky ХIима, rusky Химой) je středisková obec a správní centrum šarojského okresu na jihovýchodě Čečenské autonomní republiky Ruské federace.

## Geografie
Obec Chimoj leží v nadmořské výšce 1215 metrů na pravém břehu řeky Šaro-Argun severovýchodně od obce Šaroj. Nejbližšími sídly jsou: na jihorozápadě obec Chakmadoj, na jihovýchodě Čajry, na severu obec Daj, na severovýchodě usedlost Katatly a obec Kiri a na severozápadě zříceniny Eltyaulu. K 1. lednu 2013 žilo v obci Chimoj 329 obyvatel.

## Podnebí
Podnebí v této horské obci je mírné až chladné, s většími srážkami. Průměrná roční teplota je 7,2 °C. Nejsušším obdobím roku je měsíc leden při průměrné denní teplotě -4,5 °C, nejvyšší průměrná denní teplota 18,5 °C připadá na červenec. Nejdeštivějšími měsíci jsou červen a květen.

## Původ názvu
Název Chimoj je totožný s pojmenováním jednoho čečenského rodového společenství (tejpu) , které bylo součástí tukchumu Šaroj. Půvoj názvu je odvozován od jména náčelníka rodu Chima (ХIим). Na počátku 21. století žilo v různých částech Čečenska 5000 - 6000 příslušníků tejpu Chimoj. Tito lidé dosud používají tzv. šarojský dialekt čečenštiny, který patří k nejstarším dialektům vajnachských jazyků a obsahuje řadu archaických výrazů.

## Historie

### Založení pevnosti
Podle pověsti Chimoj založil se svými sedmi syny jistý Culca, který kvůli krevní mstě musel prchnout z oblasti jezera Galan-Čož na jihozápadě Čečenska. Po příchodu na nové území Culca na svahu zdejší hory vybudoval věž, zvanou Цулца-гу (Culcova stráň). Pro svých sedm synů tento náčelník rodu nechal postavit na pravém břehu řeky Šaro-Argun sedm obytných věží. Postupně z oblasti Našcha a jiných regionů Čečenska přišli do Chimoje další přesídlenci.
Ve středověku byl Chimoj skutečnou pevností s obrannými věžemi, obklopenou kamennou zdí. Tato pevnost střežila křižovatku důležitých cest, vedoucích ze západních a severních oblastí Čečenska do Dagestánu a Gruzie. Pohanské období bylo vystřídáno pronikáním křesťanství, jak dosvědčují pozůstatky zříceniny kostela v obci. Po přijetí islámu se udržoval zvyk obyvatel Chimoje putovat na posvátná místa u jezera Kezenoj-Am, zvaného v pohanských dobách Ana-Guču (Ана-гучу).

### Likvidace v roce 1944
Obec Chimoj byla do roku 1944 jednou z největších středověkých pevností na severním Kavkaze. Historický průzkum ukázal, že zde v minulosti byl vybudován dokonce vodovod a kanalizace. Po násilném vysídlení čečenského obyvatelstva koncem února 1944 a jeho deportaci do Kazachstánu příslušníci vojsk NKVD nechali vyhodit do povětří zdejší historické věže i podzemní chodby s katakombami.

### Po roce 2000
Součástí občanské vybavenosti obce je střední škola. V roce 2016 docházelo do této školy 20 žáků, jejichž výuka však byla poznamenána absencí počítačové učebny a tělocvičny.

## Památky
Na seznamu objektů kulturního dědictví národů Ruské federace jsou v obci Chimoj pod čísly 2000000093, 2000000094 a 2000000097 celkem tři položky, mezi nimiž je budova mešity a zřícenina středověké obytné věže. Mešita, pocházející z 18. století, která byla staticky zabezpečena v 70. letech 20. století, byla však po roce 2000 kompletně přestavěna, takže ztratila svůj památkový charakter. Plošně nejrozsáhlejším památkovým objektem jsou pozůstatky místní vesnické, respektive pevnostní zástavby, které jsou však - dle zápisu v seznamu památek i přiložené fotodokumentace - v naprosto havarijním stavu na pokraji zániku.

## Zajímavost
Podle dobových materiálů údajně kdysi byly na kraji obce Chimoj velké sluneční hodiny, které sestávaly z kamenného sloupu, obklopeného kruhem velkých kamenů. Tyto sluneční hodiny pravděpodobně plnily zároveň funkci zvláštní observatoře pro sledování pohybu Slunce. V dávných dobách, kdy obyvatelé horských oblastí Čečenska uctívali kult Slunce, pohanští kněží obvykle zaznamenávali pohyb tohoto nebeského tělesa prostřednictvím sledování jeho stínu, neboť platil přísný zákaz pozorovat tento objekt uctívání přímo.